# Радченко Михайло Юрійович
Михайло Юрійович Радченко (рос. Михаил Юрьевич Радченко; нар. 5 серпня 1996, Москва, Росія) — російський футболіст, захисник московського «Центавра».

## Життєпис
Походить із футбольної родини. Дід — заслужений тренер РРФСР, батько, дядько та брат грали у футбол.
З семи до 15 років навчався у ФШМ «Торпедо». На турнірі в Італії на нього звернули увагу скаути та тренери академії «Сантарканджело» (Сантарканджело-ді-Романья), куди Радченко і перейшов. Після закінчення академії (U-18) грав у молодіжній команді «Болоньї». У серії D виступав за команди «Романья Чентро», «Белларія-Іджеа-Маріна», «Фольгоре Верегра», «Юнайтед Річчоне».
Потім вступив до Університету Північно-Західного Огайо на спеціальність «Спортивний менеджмент», де грав за команду «Рейсерс». За два сезони провів близько сорока матчів, забив 13 м'ячів. Перевівся на заочну форму й у лютому 2020 року підписав контракт із клубом першої ліги Білорусі «Нафтан» Новополоцьк, а в липні побував на перегляді в російському «Єнісеї». З вересня грав у прем'єр-лізі КФС, провів 13 матчів за клуб «ТСК-Таврія». У лютому 2021 року перейшов у грузинський клуб «Торпедо» (Кутаїсі), зіграв один матч у чемпіонаті — 25 квітня на виїзді проти «Динамо» (Батумі) (1:1), в якому на 67-й хвилині замінив Важу Табатадзе. Із серпня грав у першій лізі за «Динамо» (Зугдіді). З лютого 2022 року — у російському клубі «Динамо» (Ставрополь).
Крім російської знає італійську, англійську та французьку мови.